# Fonds Sexueller Missbrauch
Der Fonds Sexueller Missbrauch (kurz FSM) ist ein Hilfsfonds für Opfer sexuellen Missbrauchs, der im Mai 2013 von der deutschen Bundesregierung als Umsetzung der Empfehlung eines ergänzenden Hilfesystems durch den Runden Tisch Sexueller Kindesmissbrauch eingerichtet wurde. Der Fonds ist ein zeitlich begrenztes Hilfsangebot, aus dem Betroffene bis zu 10.000 Euro für Sachleistungen – insbesondere für therapeutische Hilfen – erhalten können. Mehrbedarfe bei Behinderungen, um Leistungen aus dem Fonds wahrzunehmen, werden bis zu einer Höhe von 5.000 Euro anerkannt.

## Geschichte
Erste Vorläufer der Ideen zum Fonds Sexueller Missbrauch wurden bereits mit dem 2003 von der Bundesregierung vorgestellten Aktionsplan zum Schutz von Kindern und Jugendlichen vor sexueller Gewalt und Ausbeutung entwickelt. Weitere Diskussionen und Entwicklungen gab es in der Vorbereitung des Dritten Weltkongresses gegen sexuelle Ausbeutung von Kindern und Heranwachsenden 2008 in Rio de Janeiro, an denen die Bundesregierung sich beteiligte.
In den Folgejahren erhielt das Thema sexueller Missbrauch nach einer Reihe von aufgedeckten Skandalen zu Fällen von sexuellem Missbrauch in der katholischen Kirche und in Schulen eine erhöhte Medienaufmerksamkeit. Dies führte zu der Gründung des Runden Tisches Sexueller Kindesmissbrauch in Abhängigkeits- und Machtverhältnissen in privaten und öffentlichen Einrichtungen und im familiären Bereich, der 2010 und 2011 tagte. In seinem Abschlussbericht sprach der Runde Tisch eine Empfehlung zur Einrichtung von ergänzenden Hilfen für Betroffene aus.
Zum 1. Mai 2013 wurde der Fonds Sexueller Missbrauch zunächst im familiären Bereich eingerichtet. Erste Vereinbarungen mit Institutionen zur Errichtung eines parallelen Fonds für Opfer sexuellen Missbrauchs in Einrichtungen wurden am 6. Dezember 2013 geschlossen. In diesem Fonds können zunächst Fälle bearbeitet werden, die sexuellen Missbrauch in bestimmten Einrichtungen der evangelischen und der katholischen Kirche erlitten haben. Die Deutsche Ordensobernkonferenz trat dem ergänzenden Hilfesystem im institutionellen Bereich am 7. März 2014 bei. Es laufen Verhandlungen mit weiteren Institutionen (Stand Februar 2015).
Nachdem der Bundesrechnungshof den Fonds Sexueller Missbrauch als nicht haushaltsrechtskonform kritisierte, beschloss der Bundestag die Abwicklung des Fonds. Neuanträge können nur noch bis zum 31. August 2025 gestellt werden, Leistungen werden längstens bis zum Ablauf des Jahres 2028 gewährt. Die Bewilligung von Vorauszahlungen ist bereits seit 2025 nicht mehr möglich.

## Finanzierung
Ursprünglich war eine gleichrangige Beteiligung von Bund und Ländern an der Finanzierung geplant. Dies scheiterte allerdings an der fehlenden Mitwirkung der Länder. Mecklenburg-Vorpommern zahlte als einziges Bundesland gleich zur Errichtung des Fonds 1,03 Millionen Euro in diesen ein, der Freistaat Bayern beteiligte sich mittlerweile mit 7,61 Millionen Euro. Inzwischen beteiligt sich auch Hessen am ESM mit 3,65 Millionen Euro. Der Bund zahlte die zugesagten 50 Millionen Euro ebenfalls ein.

## Antragsverfahren
Beim Fonds Sexueller Missbrauch im familiären Bereich können diejenigen Betroffenen einen Antrag stellen, die zum Tatzeitpunkt minderjährig waren, wenn die Tat zwischen dem 23. Mai 1949 (Bürger und Bürgerinnen der Bundesrepublik) beziehungsweise dem 7. Oktober 1949 (Bürger und Bürgerinnen der DDR) und vor dem 30. Juni 2013 (Inkrafttreten des Gesetzes zur Stärkung der Rechte von Opfern sexuellen Missbrauchs – StORMG) und auf dem Gebiet der Bundesrepublik Deutschland beziehungsweise der ehemaligen DDR begangen wurde.
Die Beantragung läuft über ein 19-seitiges Antragsformular. Viele der Fragen sind als Multiple-Choice-Fragen zum Ankreuzen gestaltet. Ergänzend können Dokumente aus Strafverfahren oder ärztliche Unterlagen beigelegt werden, dies ist jedoch nicht zwingend vorgeschrieben.
Zur Unterstützung bei der Antragstellung wurden Berater und Beraterinnen von der Geschäftsstelle des Fonds geschult. In jedem Bundesland gibt es entsprechende Unterstützungsmöglichkeiten. Grundsätzlich kann die Antragstellung jedoch auch ohne die Unterstützung einer Beratungsstelle erfolgen.
Nach Eingang in der Geschäftsstelle werden die Anträge anonymisiert. Erst danach werden sie zum Entscheid an die Clearingstelle des Fonds weitergeleitet, deren Mitglieder über die Gewährung der Hilfe entscheiden.
Die Befristung der Antragstellung auf Ende April 2016 für den familiären Bereich wurde Ende März 2016 per Beschluss des Bundesfamilienministeriums aufgehoben. Für den institutionellen Bereich galt grundsätzlich weiterhin die Antragsfrist bis 31. August 2016. Mehrere Institutionen verlängerten ihre Annahmefristen jedoch, zum Teil bis Ende 2020.

## Wirkung
Im Jahr 2013 haben über 700 Betroffene Gelder aus dem Hilfsfonds beantragt. Opferverbände kritisierten die Hilfe jedoch als nicht ausreichend und forderten vor allem eine Aufhebung der Verjährungsfristen bei der Strafverfolgung der Täter.